# Prijs voor de Democratie
De Prijs voor de Democratie is een initiatief van de Gentse feitelijke vereniging Democratie 2000 en vzw Trefpunt. De prijsuitreiking wordt elk jaar sinds 1992 georganiseerd door deze actiegroepen als reactie op Zwarte Zondag (24 november 1991). Sinds 2009 wordt ook een Prijs Jaap Kruithof uitgereikt, in herdenking van de Gentse Jaap Kruithof.
De initiatiefnemers, een actiegroep rond Eric Goeman, woordvoerder van Attac Vlaanderen en coördinator FAN, willen met de prijs aantonen dat organisaties en personen betekenisvol kunnen zijn voor het versterken van de democratische samenleving. Ze zijn tevens van mening dat een democratische samenleving enkel kan blijven bestaan dankzij de voortdurende activiteit van vele democratische burgers. De prijs voor de Democratie is de bekroning van een persoon of organisatie die zich volgens de actiegroep heeft onderscheiden in initiatief en inzet ten behoeve van het behoeden van de democratie.  
De Prijs Jaap Kruithof gaat naar 'vernieuwende en radicale denkers over een democratische en rechtvaardige samenleving en/of ijveraars voor meer sociale gelijkheid of actievoerders tegen maatschappelijke wantoestanden'.
De laureaten worden gelauwerd tijdens de Gentse Feesten op een publieke prijsuitreiking op het groot podium bij Sint-Jacobs. De prijzen worden door Eric Goeman, veelal samen met de laureaat van het voorbije jaar, uitgereikt op de Belgische Nationale feestdag (21 juli).
De prijs voor de Democratie zelf is een beeldje ontworpen door Walter De Buck.
De prijs Jaap Kruithof is een kunstwerk van een hedendaagse geëngageerde kunstenaar.

## Laureaten

### Prijs voor de Democratie (van Democratie 2000)
- 1992: Maurice De Wilde
- 1993: Paula D'Hondt
- 1994: Mustapha Naït Birrou
- 1995: Regine Beer
- 1996: Karel Van Noppen
- 1997: Didier van der Slycken
- 1998: Vakbondsdelegatie Volkswagen Vorst
- 1999: Max Frank
- 2000: Baltasar Garzón
- 2001: Walter Zinzen
- 2002: Advocaten Zonder Grenzen
- 2003: Lappersfortbosbezetters
- 2004: Liga voor Mensenrechten en Centrum voor Gelijkheid van Kansen
- 2005: Georges Debunne, Kif Kif en Blokwatch
- 2006: Marcel De Meyer, Chris Bens en Carla Ronkes[1]
- 2007: Tom Barman
- 2008: Red De Solidariteit
- 2009: Dirk Van Duppen
- 2010: Ademloos, stRaten-generaal en Staten-Generaal van Brussel Internationaal
- 2011: De Wereld Morgen[2]
- 2012: Financieel Actie Netwerk (FAN)[3]
- 2013: Netwerk tegen Armoede en Manuel Chiguero[4]
- 2014: Lydia Chagoll
- 2015: Hart boven Hard[5]
- 2016: Samenwerkingsverband van onderzoeksjournalisten achter de Panama Papers.
- 2017: Frank Moreels
- 2018: Burgerplatform voor Steun aan de Vluchtelingen[6]
- 2019: Klimaatjongeren
- 2020: niet uitgereikt vanwege coronacrisis[7]
- 2021: Paula Sémer[7]
- 2022: Nieuwswebsite Apache
- 2023: Actievoerders Delhaize[8]
- 2024: Orde van de Vlaamse Balies

### Prijs Jaap Kruithof
- 2009: Frans Wuytack
- 2010: François Houtart
- 2011: Field Liberation Movement
- 2012: Peter Mertens
- 2013: Brusselse Bond voor het Recht op Wonen en de Beweging Recht op Wonen Gent
- 2016: International Domestic Workers’ Federation
- 2015: Het Griekse volk en de Europese beweging voor solidariteit met Griekenland/Éric Toussaint
- 2016: Francine Mestrum
- 2017: Anja Meulenbelt[9]
- 2018: Jan De Maeseneer[6]
- 2019: Bruno Verlaeckt
- 2020: niet uitgereikt vanwege coronacrisis[7]
- 2021: Jan Blommaert[7]
- 2022: Ludo De Brabander en Vrede vzw[10]
- 2023: Extinction Rebellion[8]
- 2024: Bezetters en Actievoerders aan de Universiteiten tegen de GAZA genocide